# Нены
Нены — деревня в Черемховском районе Иркутской области России. Входит в состав Лоховского муниципального образования.

## География
Деревня находится на расстоянии примерно 18 км к западу от города Черемхово, административного центра района.

## Население
| 2002 | 2010 | 2011 | 2012 |
| ---- | ---- | ---- | ---- |
| 293  | ↗297 | ↘296 | ↗302 |

## Улицы
- ул. Нагорная,
- ул. Новая,
- ул. Трактовая,
- ул. Центральная,
- ул. Школьная.